# Kadaňská douglaska
Kadaňská douglaska je památný strom, douglaska tisolistá (Pseudotsuga menziesii) na území města Kadaň v okrese Chomutov v Ústeckém kraji. Nachází se severozápadně od intravilánu města. 
Památný strom roste v Doupovských horách na k. ú. Kadaň v nadmořské výšce 375 m v lesním porostu Svatého kopečku při žlutě značené turistické stezce a naučné stezce Přírodou svatého vrchu.

## Základní údaje
Obvod kmene měří 129 cm, koruna stromu dosahuje do výšky 23 metrů (měření 2009). V roce 2009 bylo stáří stromu odhadováno na 110 let. Strom má na vrcholu mohutný čarověník.
Douglaska je chráněna od roku 2007 jako dendrologicky cenný taxon, esteticky zajímavý strom významný stářím, krajinná dominanta a strom s významným habitem i vzrůstem.

## Stromy v okolí
- Lípy u kaple svatého Jana Křtitele
- Máchův dub
- Dub svatého Petra a Pavla
- Svatojánská lípa v Kadani
- Nádražní lípa
- Sládečkův dub